# サン＝ワンドリール＝ランソン
サン＝ワンドリール＝ランソン （Saint-Wandrille-Rançon）は、フランス、オート＝ノルマンディー地域圏、セーヌ＝マリティーム県にかつてあったコミューン。

## 地理
サン＝ワンドリール＝ランソンは、ル・アーヴルとルーアン間のセーヌ川右岸にあるコミューンである。ブークル・ド・ラ・セーヌ・ノルマンド地域圏自然公園（fr）の一部である。コミューンはサン＝ワンドリール・ド・フォンテネル修道院（fr）があることで有名である。フォンテネル川およびランソン川はコミューン内を流れてセーヌ川に合流する。

## 由来
1825年、サン＝ワンドリールとランソンの2つのコミューンが合併して誕生した。
- サン＝ワンドリールとは、サン＝ワンドリール・ド・フォンテネル修道院創設者である聖ワンドリール（fr）に由来する。
- ランソンとは、川の名である。古い名はRosontioといい「roseau（fr、アシの種類）が生えている地」からきている。

## 歴史
9世紀、この地はヴァイキングによって荒らされた。修道士たちに課せられた身代金（rançon）の記録から、Rossons、RessonsからRançonへと進化していったと説明されることがある。
2016年1月1日、コードベック・アン・コー、ヴィルキエと合併し、リヴ＝ザン＝セーヌ（Rives-en-Seine）となった。

## 人口統計
| 1962年 | 1968年 | 1975年 | 1982年 | 1990年 | 1999年 | 2006年 | 2011年 |
| ------ | ------ | ------ | ------ | ------ | ------ | ------ | ------ |
| 1061   | 1106   | 1261   | 1184   | 1151   | 1172   | 1179   | 1182   |

参照元:1999年までEHESS、2004年以降INSEE

## 史跡

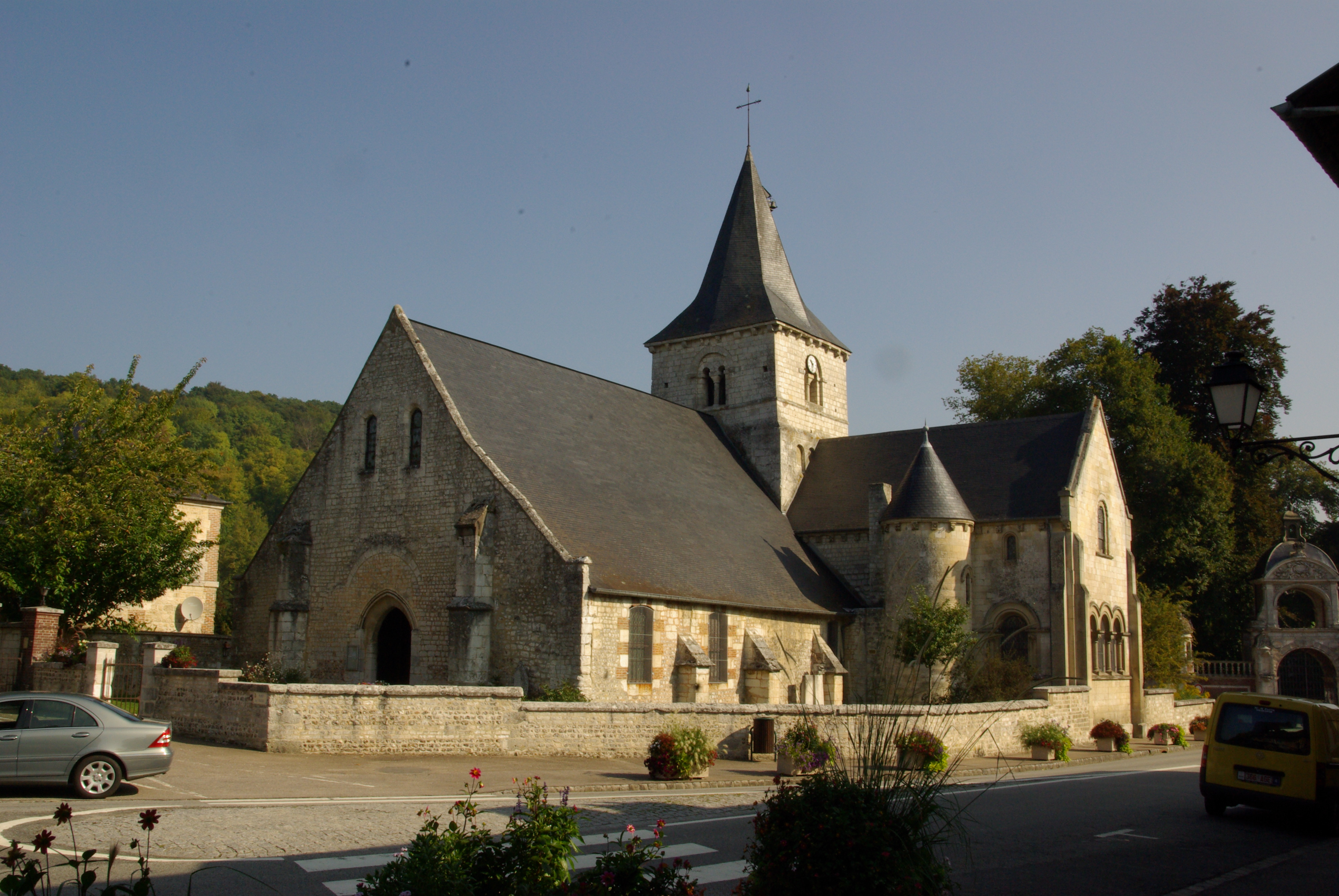
サン＝ミシェル教会
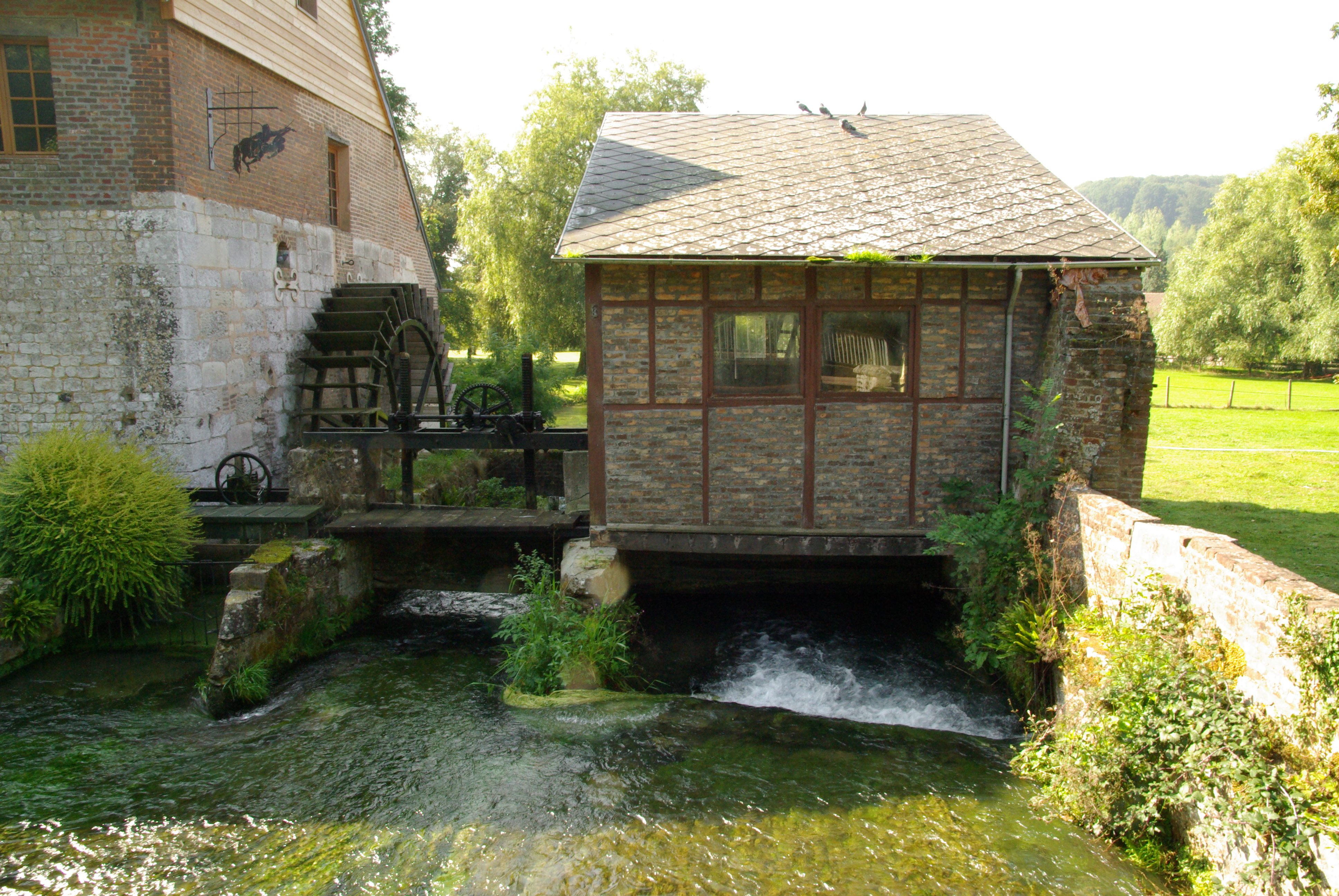
ランソンの水車場
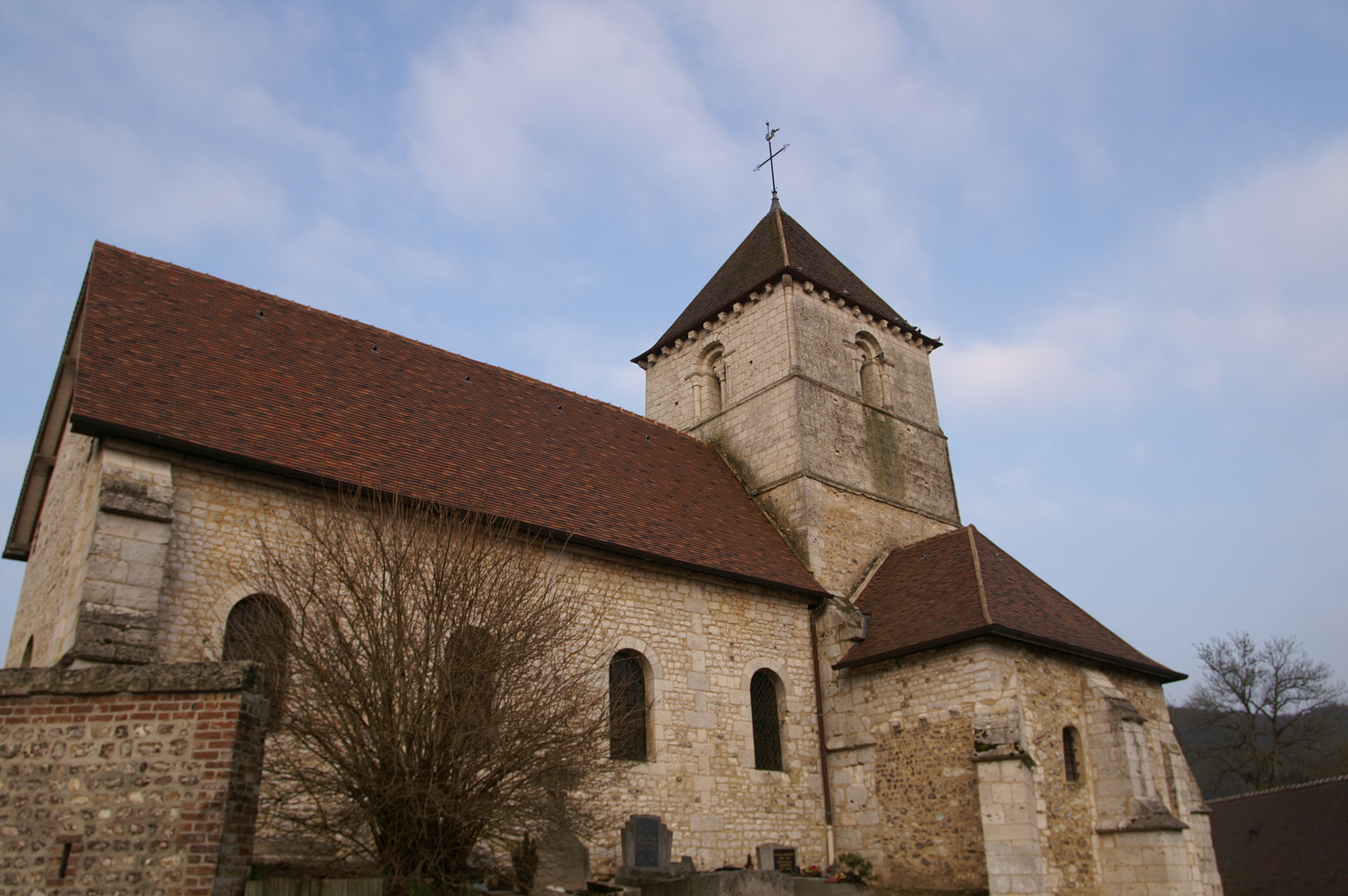
ランソンのノートルダム教会